# Fort Hancock
Fort Hancock is een plaats (census-designated place) in de Amerikaanse staat Texas, en valt bestuurlijk gezien onder Hudspeth County.

## Demografie
Bij de volkstelling in 2000 werd het aantal inwoners vastgesteld op 1713.

## Geografie
Volgens het United States Census Bureau beslaat de plaats een oppervlakte van
97,9 km², waarvan 97,5 km² land en 0,4 km² water. Fort Hancock ligt op ongeveer 1081 m boven zeeniveau.

## Plaatsen in de nabije omgeving
De onderstaande figuur toont nabijgelegen plaatsen in een straal van 48 km rond Fort Hancock.